# Deep Dish
Deep Dish – duet muzyczny składający się z DJ-ów i producentów Alego Dubfire Shirazinii i Sharama Tayebi, zajmujący się muzyką elektroniczną.  
Shirazinia i Tayebi są znani z remiksów takich artystów, jak: Madonna, Cher, Gabrielle, w aranżacji housowej i dance-owej jak i swoich występów na żywo. 

## Historia grupy
Shirazinia i Tayebi pierwszy raz spotkali się w Waszyngtonie w 1991 roku, kiedy przez przypadek zostali zapisani na jedną imprezę jako DJ. Niedługo później stworzyli Deep Dish Records, a ich praca została zauważona przez Danniego Tenaglie i wytwórnię TRIBAL, która wydała pierwszą kompilacje Deep Dish zatytułowaną Penetrate Deeper w 1995 roku. Przez lata zespół wydawał płyty, które definiowały gatunek muzyki house, lecz to pierwsza autorska płyta Junk Science rozsławiła zespół i pozwoliła mu się rozwijać. 
W lipcu 2005 roku Deep Dish wydał drugi album George Is On. Zawierał on takie hity jak: Flashdance, Dreams, Say Hello.

## Dyskografia
| - 1998 Junk Science - 2005 George Is On | - 1994 "Chocolate City (Love Songs)" - 1994 "High Frequency" (Pres. Quench DC) - 1994 "The Dream" (Pres. Prana) - 1995 "Sexy Dance" (Pres. Quench DC) - 1995 "Wear The Hat" - 1996 "Stay Gold" - 1997 "Stranded" - 1998 "Stranded (In Dub)" - 1998 "The Future of the Future (Stay Gold)" (z Everything but the Girl) - 1999 "Mohammad Is Jesus…" - 1999 "Summer Is Over" - 2003 "Global Underground: Toronto" (Singel 12") - 2004 "Flashdance" - 2005 "Say Hello" - 2006 "Sacramento" - 2006 "Dreams" (z Stevie Nicks) - 2007 "Come Back" - "Be the Change" | - 1995 Penetrate Deeper - 1995 Undisputed - 1996 DJ's Take Control, Vol. 3 - 1997 Cream Separates - 1999 Yoshiesque - 2000 Renaissance Ibiza - 2001 Global Underground: Moscow - 2001 Yoshiesque, Vol. 2 - 2003 Global Underground: Toronto - 2006 Global Underground: Dubai (Sharam) - 2007 Global Underground: Taipei (Dubfire) |

| - 1992 Hex - Tricky Jazz - 1996 Alcatraz - Give Me Luv - 2002 Timo Maas - Help Me - 2003 Various Artists - Slip 'N' Slide Ibiza 2 - 1996 The Unknown Factor - The Basic Factor Album | - 1993 Scottie Deep featuring Toni Williams - Soul Searchin' - 1993 Naomi Daniel - Feel The Fire - 1993 Angela Marni - Slippin' & Slidin' - 1993 BT - Relativity - 1994 Elastic Reality - Cassa De X - 1994 Prana - The Dream - 1994 Joi Cardwell - Trouble - 1994 Gena Bess - How Hard I Search - 1994 BT - The Moment Of Truth - 1994 Scott Taylor - Don't Turn Your Back On Me - 1995 Janet Jackson - When I Think Of You - 1995 The Shamen - Transamazonia - 1995 Quench - Sexy Dance - 1995 Ashley Beedle - Revolutions In Dub - 1995 De'Lacy - Hideaway - 1995 Dajae - Day By Day - 1995 Paula Abdul - Crazy Cool - 1995 e-N - The Horn Ride - 1995 Gusto - Disco's Revenge - 1995 Swing 52 - Color Of My Skin - 1996 Everything but the Girl - Wrong - 1996 The Beloved - Three Steps To Heaven - 1996 Global Communication - The Deep - 1996 Pet Shop Boys - Se A Vida É (That's The Way Life Is) - 1996 Lisa Moorish - Mr. Friday Night - 1996 Sandy B - Make The World Go Round - 1996 All-Star Madness - Magic - 1996 De'Lacy - That Look - 1996 Victor Romeo - Love Will Find a Way - 1996 Dangerous Minds - Live In Unity - 1996 Dished-Out Bums - Lost In Space - 1996 Kristine W - Land Of The Living - 1996 Tina Turner - In Your Wildest Dreams - 1996 Alcatraz - Giv Me Luv - 1996 BT featuring Tori Amos - Blue Skies - 1997 D-Note - Waiting Hopefully - 1997 Adam F - Music In My Mind - 1997 Sandy B - Ain't No Need To Hide | - 1997 Olive - Miracle - 1997 Michael Jackson - Is It Scary - 1998 Love and Rockets - Resurrection Hex - 1998 Danny Tenaglia featuring Celeda - Music Is the Answer - 1998 Eddie Amador - House Music - 1998 DJ Rap - Good To Be Alive - 1998 16B - Falling - 1998 The Rolling Stones - Saint Of Me - 1999 Brother Brown Featuring Frank'ee - Under The Water - 1999 Billie Ray Martin - Honey - 1999 Slipknot - (Sic) - 1999 J.D. Braithwaite - Give Me the Night - 1999 Beth Orton - Central Reservation - 2000 Amber - Sexual (Li Da De) - 2000 Madonna - Music - 2000 Gabrielle - Rise - 2000 Morel - True (The Faggot Is You) - 2000 Sven Vath - Barbarella - 2000 Dusted - Always Remember To Respect and Honour Your Mother - Part One - 2001 Dido - Thank You - 2001 iiO - Rapture - 2001 N'Sync - Pop - 2001 Planet Funk - Inside All the People - 2001 Delerium - Innocente - 2001 Depeche Mode - Freelove - 2002 Justin Timberlake - Like I Love You - 2002 Timo Maas featuring Kelis - Help Me - 2002 Beenie Man featuring Janet - Feel It Boy - 2002 Elisa - Come Speak To Me - 2003 Dido - Stoned - 2003 Girl Whatever - Activator - 2003 P. Diddy - Let's Get Ill - 2004 Louie Vega & Jay 'Sinister' Sealée Feat. Julie McKnight - Diamond Life - 2005 David Guetta - The World Is Mine - 2005 Narcotic Thrust - Safe From Harm - 2005 Paul van Dyk - The Other Side - 2006 Coldplay - Clocks - 2006 Robbie Rivera - Float Away - 2007 Girl Whatever - Activator (You Need Some) |

## Notowania
| Rok  | Singel                                                             | Najwyższe miejsce | Najwyższe miejsce | Najwyższe miejsce | Najwyższe miejsce | Najwyższe miejsce | Najwyższe miejsce | Najwyższe miejsce | Najwyższe miejsce | Najwyższe miejsce | Najwyższe miejsce | Najwyższe miejsce | Najwyższe miejsce | Najwyższe miejsce | Najwyższe miejsce |
| Rok  | Singel                                                             | USA               | CHE               | NL                | UK                | BEL               | FIN               | IRE               | GER               | ITA               | CAN               | GRE               | AUS               | FRA               | AUT               |
| ---- | ------------------------------------------------------------------ | ----------------- | ----------------- | ----------------- | ----------------- | ----------------- | ----------------- | ----------------- | ----------------- | ----------------- | ----------------- | ----------------- | ----------------- | ----------------- | ----------------- |
| 1996 | "Stay Gold"                                                        | -                 | -                 | -                 | 41                | -                 | -                 | -                 | -                 | -                 | -                 | -                 | -                 | -                 | -                 |
| 1997 | "Stranded"                                                         | -                 | -                 | -                 | 60                | -                 | -                 | -                 | -                 | -                 | -                 | -                 | -                 | -                 | -                 |
| 1998 | "The Future of the Future (Stay Gold)" (z Everything But The Girl) | -                 | -                 | -                 | 31                | -                 | -                 | -                 | -                 | -                 | -                 | -                 | -                 | -                 | -                 |
| 2003 | "Like I Love You (Deep Dish Remix)" (z Justinem Timberlakem)       | 1                 | -                 | -                 | -                 | -                 | -                 | -                 | -                 | -                 | -                 | -                 | -                 | -                 | -                 |
| 2004 | "Stoned (Deep Dish Remix)" (z Dido)                                | 1                 | -                 | -                 | -                 | -                 | -                 | -                 | -                 | -                 | -                 | -                 | -                 | -                 | -                 |
| 2004 | "Flashdance"                                                       | 36                | 89                | 5                 | 3                 | 25                | -                 | 14                | 63                | 43                | -                 | -                 | 14                | 33                | 55                |
| 2005 | "Say Hello"                                                        | 1                 | 90                | -                 | 14                | -                 | 4                 | 18                | 72                | 35                | -                 | -                 | 40                | -                 | -                 |
| 2005 | "Sacramento"                                                       | -                 | -                 | -                 | -                 | -                 | 9                 | 45                | -                 | -                 | -                 | -                 | -                 | -                 | -                 |
| 2005 | "Flashing For Money" (z Dire Straits)                              | -                 | -                 | -                 | -                 | -                 | -                 | -                 | -                 | -                 | -                 | -                 | -                 | -                 | 48                |
| 2006 | "Dreams" (z Stevie Nicks)                                          | 26                | -                 | 18                | 14                | 42                | 6                 | 22                | -                 | 39                | -                 | -                 | 27                | -                 | -                 |
| 2006 | "PATT (Party All The Time)" (Sharam)                               | -                 | -                 | 16                | 8                 | -                 | -                 | -                 | -                 | -                 | -                 | -                 | -                 | -                 | -                 |

## Nagrody

### Wygrane
- International Dance Music Award 2005 za Najlepszą Piosenkę House "Say Hello", Najlepszą Progressive/Trance Piosenkę "Say Hello" i Ortofon Najlepszy Amerykański DJ
- International Dance Music Awards 2005 Best Underground Dance Track za "Flashdance"
- DanceStar USA Award 2004 Best Compilation (w Ameryce)
- Ibiza DJ Award 2004
- DanceStar USA Award 2002
- Grammy Award 2002 Najlepiej zremiksowany utwór za piosenkę "Thank You"
- "Hot Duo", Rolling Stone, sierpień 2001
- Muzik Magazine SAS Award 1998 Najlepszy Międzynarodowy DJ

### Nominacje
- WMC Najlepszy Amerykański DJ, 2008
- DJ Awards Best Tech-House/Progressive DJ, 2006
- Grammy Award 2005 Najlepsza Piosenka Dance za "Say Hello"
- DanceStar USA Award 2004 Najlepszy Remiks za "Let's Get Ill"
- DJ Awards Najlepszy DJ House, 2003
- DanceStar USA Award 2003 Party 93.1 FM Award za Najlepszy Remix "Like I Love You"
- Grammy Award 2001 Remikser roku